# Порин Паллойлият
«Порин Паллойлият» (фин. Porin Palloilijat — «футболисты Пори»), сокращённо ПоПа (фин. PoPa) — финский футбольный клуб, основанный в городе Пори в Финляндии. Сейчас команда играет в Юккёнен (первый дивизион). Футбольный клуб был основан в 1925 году, но в период с 1960 по 1981 не функционировал.

## История
«ПоПа» — старейший спортивный клуб в Пори с 85-летней историей. Брор Векстром решил создать новую футбольную команду 16 апреля 1925 года, тогда и прошло первое собрание клуба в кафе театра Пори..

## Структура клуба
«ПоПа» на данный момент состоит из одной мужской футбольной команды. Также у клуба есть одна футзальная команда, которая играет во Втором дивизионе.